# مورول
مورول (به انگلیسی: Morwell) یک شهرک در استرالیا است که در ویکتوریا (استرالیا) واقع شده‌است.